# Garde républicaine
Garde républicaine ((dansk) Den republikanske garde) er en fransk gendarmenhed under Gendarmerie nationale. Garden varetager dels opgaver af ceremoniel karakter såsom den ceremonielle vagttjeneste ved bl.a. Élyséepalæet. Men den udfører også mere traditionelle bevogtningsopgaver, således er det dem, der stiller motorcykelbetjente til rådighed ved eskorte af særligt vigtige personer.

## Opgaver
Garden har i dag fire hovedopgaver:
- at udøve Frankrigs militære ceremoniel
- at værne om sikkerheden omkring de nationale slotte
- at bidrage til den offentlige sikkerhed
- at bidrage til Frankrigs omdømme i omverdenen

## Historie
Dagens republikanergarde er den seneste udgave af de franske regenters garde og har således overtaget historien fra alle tidligere gardeenheder. Så selvom den nuværende først er oprettet i 1848, går historien reelt set meget længere tilbage.

## Organisation
Til at løse gardens opgaver er den opdelt således:

### 1. infanteriregiment
Består af:
- Et vagtkompagni, der dels deltager i den ceremonielle vagttjeneste og dels tager sig af sikkerhedsopgaver i øvrigt.
- Et kompagni, der står for sikkerheden omkring Frankrigs præsident. I praksis betyder det, at kompagniet står for vagttjenesten ved Élyséepalæet.
- En motorcykeleskadron
- Musikerne i gardens musikkorps er enkadreret under 1. regiment

### 2. infanteriregiment
Består af:
- Et vagtkompagni, der dels deltager i den ceremonielle vagttjeneste og dels tager sig af sikkerhedsopgaver i øvrigt.
- Et kompagni, der står for sikkerheden omkring Hôtel Matignon (premierministerens residens).
- Et kompagni, der står for sikkerheden omkring de nationale slotte. I praksis betyder det, at de bl.a. står for sikkerheden omkring udenrigsministeriet og justitsministeriet

### Kavaleriregimentet
Består af:
- Tre hesteeskadroner
- En støtteeskadron
- Et træningscenter

### Gardens orkester
Gardens orkester består af 120 professionelle musikere.

### Hærens kor
Hærens kor er oprettet i 1983 og er organisatorisk placeret under Garde républicaine.

### Gardens værksteder
Republikanergarden forsøger at bevare mange af de traditionelle håndværksfag, ved at huse flere værksteder, hvor man arbejder med de specielle kompetencer, som er nødvendige for at holde materiellet til denne traditionsrige enhed i tip-top stand.

## Kaserner
Garden holder til på 16 kaserner i eller omkring Paris.
| Navn                      | Placering             |
| ------------------------- | --------------------- |
| Quartier des Célestins    | Paris                 |
| Quartier Schomberg        | Paris                 |
| Quartier Carnot           | Paris                 |
| Quartier Goupil           | Saint-Germain-en-Laye |
| Quartier de Saint-Maurice | Saint-Maurice         |
| Quartier de Nogent        | Fontenay-sous-Bois    |
| Caserne Babylone          | Paris                 |
| Caserne de la Banque      | Paris                 |
| Caserne Monge             | Paris                 |
| Caserne Nouvelle France   | Paris                 |
| Caserne Penthièvre        | Paris                 |
| Caserne Tournon           | Paris                 |
| Caserne Vérines           | Paris                 |
| Caserne Kellermann        | Paris                 |
| Caserne Rathelot          | Nanterre              |
| Caserne de Rose           | Dugny                 |